# Triângulo de Erie
.

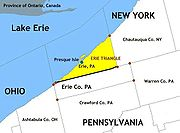
A linha negra indica a fronteira meridional do Triângulo de Erie no Condado de Erie

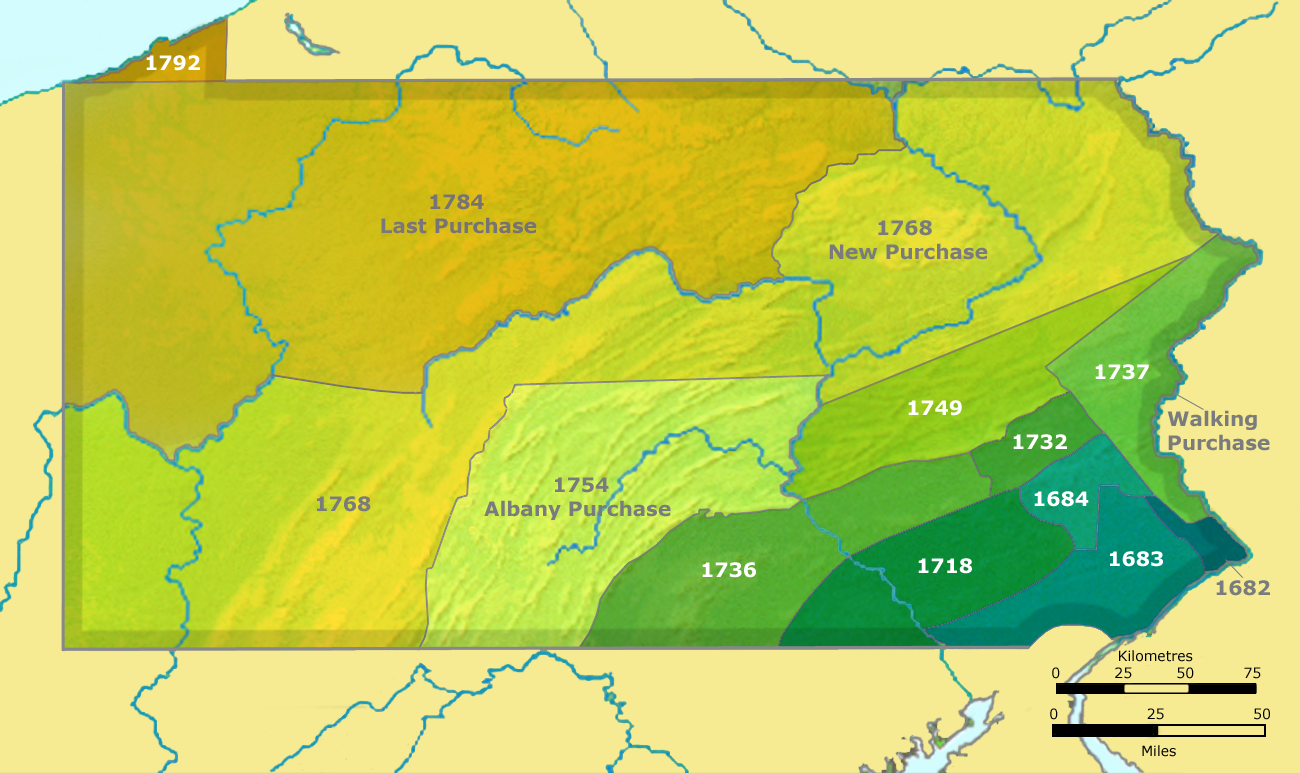
Compras de terra aos ameríndios na Pensilvânia.

O Triângulo de Erie é uma região no noroeste da Pensilvânia, nos Estados Unidos, que é alvo de múltiplas reivindicações concorrentes durante o período colonial e que foi seguidamente adquirida pelo governo federal dos Estados Unidos e vendido à Pensilvânia de modo que o estado de Pensilvânia tivesse acesso a um porto de água doce no lago Erie. O Triângulo de Erie compõe uma grande parte do atual Condado de Erie. 
A maior parte da Pensilvânia do noroeste estava sob domínio norte-americano a seguir ao tratado de paz de 1784 de Fort Stanwix entre os ameríndios iroqueses e os norte-americanos, pois os índios tinham sido ignorados no Tratado de Paris de 1783. Em 1785, um conflito de fronteira estalou entre o Estado de Nova Iorque e a Pensilvânia. Após um esforço de análise feito por Andrew Ellicott representando os pensilvanianos e James Clinton e Simeon DeWitt representando os nova-iorquinos, a fronteira ocidental de Nova Iorque foi colocada 32 km a leste da Presque Isle da Pensilvânia, uma pequena península saída da costa do lago Erie. Assim, tal deixou um setor não-reivindicado, que ficou conhecido com as Triangle Lands.
O problema é que as Triangle Lands não se encontram nem no mapa de Nova Iorque nem no da Pensilvânia, enquanto o Connecticut e o Massachusetts reclamam também essas terras, fazendo valer os seus direitos de acesso ao mar que datam da época colonial. 
Destes quatro estados em conflito (Pensilvânia, Nova Iorque, Connecticut e Massachusetts), só a Pensilvânia não tinha litoral. Após uma certa pressão do novo governo federal, cada um dos quatro estados renunciou às suas reclamações, e em 1792 o governo federal vendeu os 202187 acres (818,22 km²) de terra à Pensilvânia por 151640,25 dólares (75¢ por acre). Os iroqueses cederam a terra à Pensilvânia em janeiro de 1789 por uma quantia de 2000 dólares da Pensilvânia e de 1200 do governo federal. Os Senecas arranjaram reclamações de terras à Pensilvânia em fevereiro de 1791 pela soma de 800 dólares, o que foi acordado sem aprovação do governo federal violando a lei federal que tinha reservado o direito de fazer tratados em nome do governo dos Estados Unidos. Com este acesso aos Grandes Lagos da América do Norte, a Pensilvânia pôde ser persuadida a aceitar uma fronteira ocidental consideravelmente a leste do que inicialmente pretenderia, e que era talvez tão a oeste como Cleveland no Ohio. 
O Triângulo de Erie é muitas vezes descrito como a "chaminé" adjacente à Pensilvânia.